# 薊州
薊州（けいしゅう）は、中国にかつて存在した州。唐代から民国初年にかけて、現在の天津市北部および河北省唐山市西部にまたがる地域に設置された。

## 概要
730年（開元18年）、唐により幽州の3県が分割されて、薊州が立てられた。742年（天宝元年）、薊州は漁陽郡と改称された。758年（乾元元年）、漁陽郡は薊州の称にもどされた。薊州は河北道に属し、漁陽・三河・玉田の3県を管轄した。
936年（天福元年）、後晋の建国にあたって、薊州は燕雲十六州のひとつとして契丹に割譲された。
遼のとき、薊州は南京析津府に属し、漁陽・三河・玉田の3県を管轄した。
1122年（宣和4年）、金により薊州は北宋に返還された。薊州は燕山府路に属し、漁陽・三河・玉田の3県を管轄した。1125年（宣和7年）、薊州は金に占領された。
金のとき、薊州は中都路に属し、漁陽・遵化・豊潤・玉田・平峪の5県と石門・韓城の2鎮を管轄した。
元のとき、薊州は大都路に属し、漁陽・豊潤・玉田・遵化・平谷の5県を管轄した。
1368年（洪武元年）、明により大都路が北平府と改められ、薊州はそのまま北平府に属した。1403年（永楽元年）、北平府が順天府と改められ、薊州はそのまま順天府に属した。薊州は玉田・豊潤・遵化・平谷の4県を管轄した。
清のとき、薊州は順天府に属し、属県を持たない散州となった。
1913年、中華民国により薊州は廃止され、薊県と改められた。